# Okučani
Okučani è un comune della Croazia di 4 224 abitanti della regione di Brod e della Posavina.